# Павел Римлянин

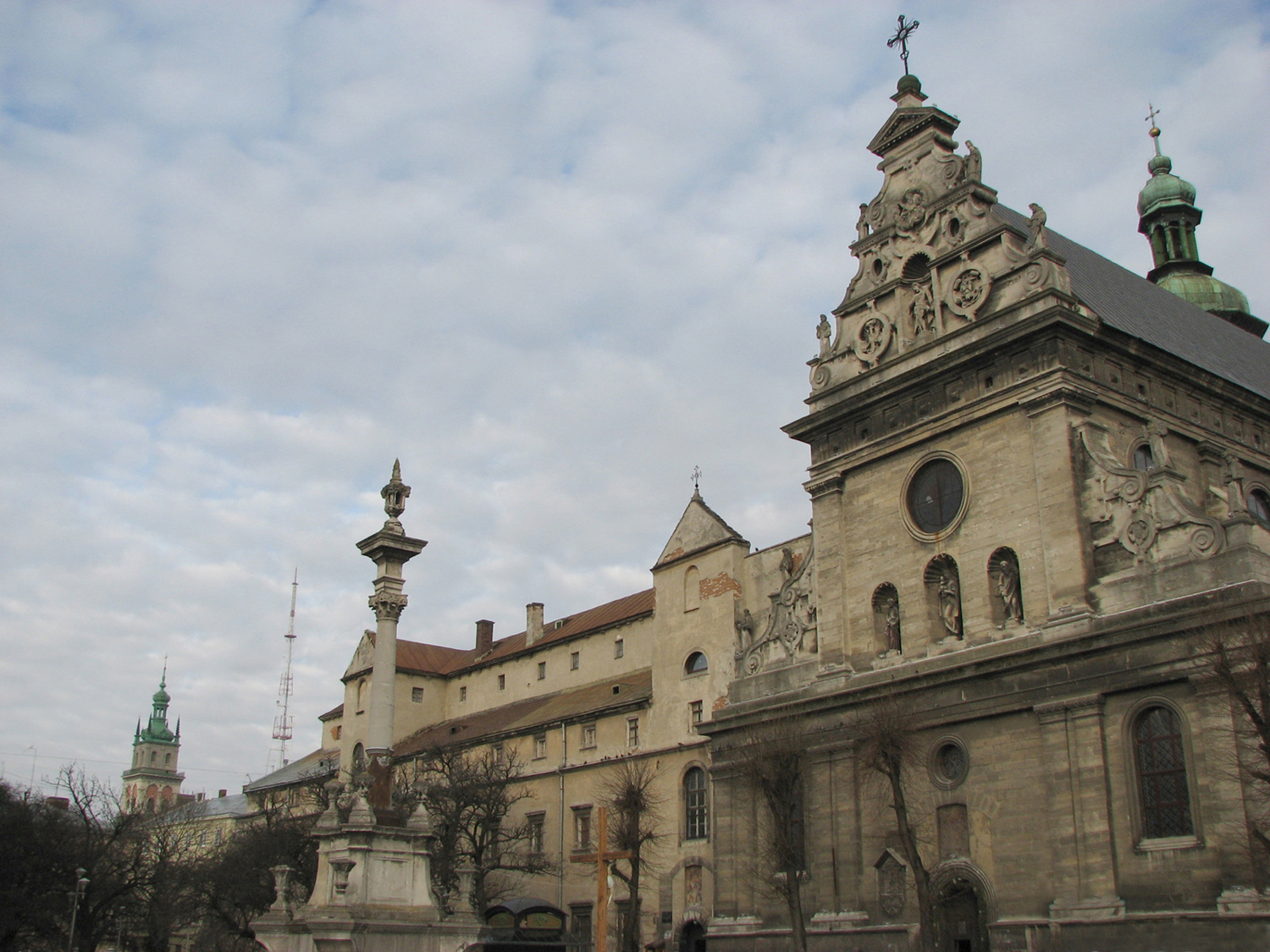
Главный фасад Бернардинского собора во Львове, построенного по проекту Павла Римлянина

Па́вел Римля́нин (Paolo Dominici Romanus, год рождения неизвестен — умер в 1618) — польский архитектор, итальянец по происхождению. Работал в основном во Львове.
Павел родился в Риме. Впервые упоминается в цеховых книгах Львова в 1585 году. В 1585—1616 годах был членом цеха строителей в Львове. В 1589 стал младшим цеховым мастером, а с 1595 — старшим. Павел Римлянин был главным строителем львовской Успенской церкви (1591—1598), костёла бернардинов (1600—1630) и бенедиктинок, часовни Кампианов и других сооружений во Львове и Жолкве.
Зданиям, построенным Павлом Римлянином, присущи черты итальянского возрождения в сочетании с местными традициями.